# Valdemaro di Danimarca
Valdemaro di Danimarca (Palazzo Bernstorff, 27 ottobre 1858 – Copenaghen, 14 gennaio 1939) (Valdemar in danese) era un membro della famiglia reale danese, il più giovane dei figli maschi di Cristiano IX di Danimarca e di sua moglie Luisa d'Assia-Kassel. Valdemaro era il fratello minore di Federico VIII di Danimarca, della regina Alessandra del Regno Unito, di Giorgio I di Grecia, della zarina Maria Feodorovna di Russia, e della principessa ereditaria Thyra di Hannover.

## Biografia

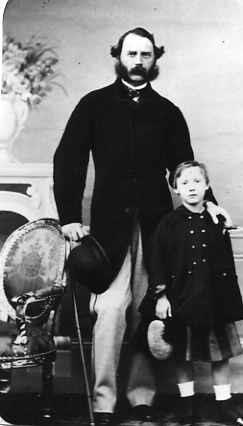
Il principe Valdemaro con suo padre Cristiano IX di Danimarca

### L'infanzia
Il principe Valdemaro nacque il 27 ottobre 1858 al Palazzo Bernstorff a Gentofte a nord di Copenaghen. Suo padre era il principe Cristiano di Danimarca, diventato in seguito re Cristiano IX. Sua madre era la principessa Luisa d'Assia-Kassel. Fu battezzato il 21 dicembre 1858. Nel novembre 1863, suo padre salì al trono di Danimarca.
Il principe Valdemaro ricevette la sua prima educazione dai precettori. Nell'estate del 1874, accompagnò suo padre durante la sua vita in Islanda per le celebrazioni del millennio. Dopo la sua confermazione nel 1874, come era usanza per il principi di quell'epoca, intraprese un'educazione militare entrando in un collegio navale. Nel 1879, era sottotenente e nel 1880 tenente. Negli anni successivi, partecipò a numerose spedizioni navali.

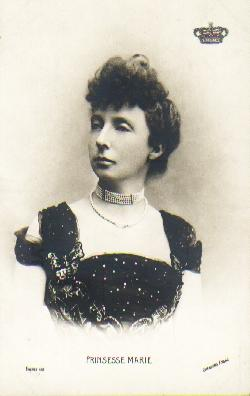
La moglie del principe Valdemaro, la principessa Maria d'Orléans.

### Il matrimonio
Sposò la principessa Maria d'Orléans il 20 ottobre 1885 in una cerimonia civile a Parigi. Si sposarono religiosamente il 22 ottobre 1885 al Castello d'Eu, la residenza del principe Filippo, Conte di Parigi. Tra gli ospiti più degni di nota vi erano la madre di Valdemaro, la regina Luisa di Danimarca, il Principe e la Principessa del Galles, e i genitori di Maria, il Duca e la Duchessa di Chartres.
Fu supposto da una fonte che le nozze fossero state combinate politicamente, e in Francia, e fu ritenuto che il Conte di Parigi (lo zio della sposa) fosse personalmente responsabile dell'unione. Tuttavia, la stessa fonte affermò che "non vi era motivo di credere che [fosse] un vero matrimonio d'amore".
Al momento del loro matrimonio, fu deciso che ogni figlio maschio sarebbe stato educato nella fede luterana di Valdemaro, mentre le femmine sarebbero state educate da cattoliche, la fede della madre. I quattro figli della coppia furono quindi luterani, mentre la loro unica figlia, Margherita fu educata al cattolicesimo e sposò un principe cattolico.

### Gli ultimi anni e morte

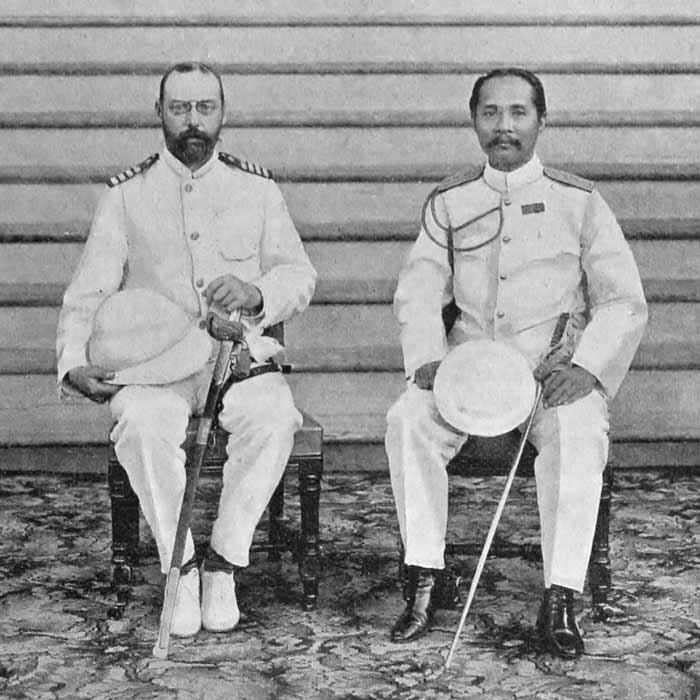
Il principe Valdemaro con re Chulalongkorn del Siam

Valdemaro ebbe una lunga carriera navale, ma le cose avrebbero potuto essere molto diverse per il principe. Gli vennero offerti due troni, quello di Bulgaria e quello di Norvegia, ma rifiutò in seguito alle pressioni internazionali.
Morì il 14 gennaio 1939 nel Palazzo Giallo a Copenaghen e fu sepolto nella Cattedrale di Roskilde. Fu l'ultimo figlio superstite di Cristiano IX e Luisa di Assia-Kassel.

## Discendenza
Valdemaro e Maria ebbero cinque figli:
- Principe Aage di Danimarca (1887-1940), sposò Matilda Calvi dei Conti di Bergolo, ebbero un figlio;
- Principe Axel di Danimarca (1888-1964), sposò la principessa Margherita di Svezia, ebbero due figli;
- Principe Erik di Danimarca (1890-1950), sposò Lois Frances Booth, ebbero due figli;
- Principe Viggo di Danimarca (1893-1970), sposò Eleonora Green, non ebbero figli;
- Principessa Margherita di Danimarca (1895-1992), sposò il principe Renato di Borbone-Parma, ebbero quattro figli.

## Ascendenza
|                                                                |                         |                                        | Genitori                                    |  |  | Nonni |  |  | Bisnonni                                             |  |  | Trisnonni                                           |  |
|                                                                |                         |                                        |                                             |  |  |       |  |  | Federico Carlo di Schleswig-Holstein-Sonderburg-Beck |  |  | Carlo Antonio di Schleswig-Holstein-Sonderburg-Beck |  |
|                                                                |                         |                                        |                                             |  |  |       |  |  | Federico Carlo di Schleswig-Holstein-Sonderburg-Beck |  |  | Carlo Antonio di Schleswig-Holstein-Sonderburg-Beck |  |
|                                                                |                         | Federica di Dohna-Leistenau            |                                             |  |  |       |  |  | Federico Carlo di Schleswig-Holstein-Sonderburg-Beck |  |  |                                                     |  |
| Federico Guglielmo di Schleswig-Holstein-Sonderburg-Glücksburg |                         |                                        |                                             |  |  |       |  |  | Federico Carlo di Schleswig-Holstein-Sonderburg-Beck |  |  |                                                     |  |
|                                                                |                         | Federica di Schlieben                  | Carlo Leopoldo di Schlieben                 |  |  |       |  |  |                                                      |  |  |                                                     |  |
|                                                                |                         | Federica di Schlieben                  | Carlo Leopoldo di Schlieben                 |  |  |       |  |  |                                                      |  |  |                                                     |  |
|                                                                |                         | Federica di Schlieben                  | Maria Eleonora di Lehndorff                 |  |  |       |  |  |                                                      |  |  |                                                     |  |
| Cristiano IX di Danimarca                                      |                         | Federica di Schlieben                  |                                             |  |  |       |  |  |                                                      |  |  |                                                     |  |
|                                                                |                         | Carlo d'Assia-Kassel                   | Federico II d'Assia-Kassel                  |  |  |       |  |  |                                                      |  |  |                                                     |  |
|                                                                |                         | Carlo d'Assia-Kassel                   | Federico II d'Assia-Kassel                  |  |  |       |  |  |                                                      |  |  |                                                     |  |
|                                                                |                         | Carlo d'Assia-Kassel                   | Maria di Hannover                           |  |  |       |  |  |                                                      |  |  |                                                     |  |
| Luisa Carolina d'Assia-Kassel                                  |                         | Carlo d'Assia-Kassel                   |                                             |  |  |       |  |  |                                                      |  |  |                                                     |  |
|                                                                |                         | Luisa di Danimarca                     | Federico V di Danimarca                     |  |  |       |  |  |                                                      |  |  |                                                     |  |
|                                                                |                         | Luisa di Danimarca                     | Federico V di Danimarca                     |  |  |       |  |  |                                                      |  |  |                                                     |  |
|                                                                |                         | Luisa di Danimarca                     | Luisa di Hannover                           |  |  |       |  |  |                                                      |  |  |                                                     |  |
| Valdemaro di Danimarca                                         |                         | Luisa di Danimarca                     |                                             |  |  |       |  |  |                                                      |  |  |                                                     |  |
|                                                                | Federico d'Assia-Kassel | Federico II d'Assia-Kassel             |                                             |  |  |       |  |  |                                                      |  |  |                                                     |  |
|                                                                | Federico d'Assia-Kassel | Federico II d'Assia-Kassel             |                                             |  |  |       |  |  |                                                      |  |  |                                                     |  |
|                                                                | Federico d'Assia-Kassel | Maria di Hannover                      |                                             |  |  |       |  |  |                                                      |  |  |                                                     |  |
| Guglielmo d'Assia-Kassel                                       | Federico d'Assia-Kassel |                                        |                                             |  |  |       |  |  |                                                      |  |  |                                                     |  |
|                                                                |                         | Carolina Polissena di Nassau-Usingen   | Carlo Guglielmo di Nassau-Usingen           |  |  |       |  |  |                                                      |  |  |                                                     |  |
|                                                                |                         | Carolina Polissena di Nassau-Usingen   | Carlo Guglielmo di Nassau-Usingen           |  |  |       |  |  |                                                      |  |  |                                                     |  |
|                                                                |                         | Carolina Polissena di Nassau-Usingen   | Carolina Felicita di Leiningen-Dagsburg     |  |  |       |  |  |                                                      |  |  |                                                     |  |
| Luisa d'Assia-Kassel                                           |                         | Carolina Polissena di Nassau-Usingen   |                                             |  |  |       |  |  |                                                      |  |  |                                                     |  |
|                                                                |                         | Federico di Danimarca                  | Federico V di Danimarca                     |  |  |       |  |  |                                                      |  |  |                                                     |  |
|                                                                |                         | Federico di Danimarca                  | Federico V di Danimarca                     |  |  |       |  |  |                                                      |  |  |                                                     |  |
|                                                                |                         | Federico di Danimarca                  | Giuliana Maria di Brunswick-Lüneburg        |  |  |       |  |  |                                                      |  |  |                                                     |  |
| Luisa Carlotta di Danimarca                                    |                         | Federico di Danimarca                  |                                             |  |  |       |  |  |                                                      |  |  |                                                     |  |
|                                                                |                         | Sofia Federica di Meclemburgo-Schwerin | Luigi di Meclemburgo-Schwerin               |  |  |       |  |  |                                                      |  |  |                                                     |  |
|                                                                |                         | Sofia Federica di Meclemburgo-Schwerin | Luigi di Meclemburgo-Schwerin               |  |  |       |  |  |                                                      |  |  |                                                     |  |
|                                                                |                         | Sofia Federica di Meclemburgo-Schwerin | Carlotta Sofia di Sassonia-Coburgo-Saalfeld |  |  |       |  |  |                                                      |  |  |                                                     |  |
|                                                                |                         | Sofia Federica di Meclemburgo-Schwerin |                                             |  |  |       |  |  |                                                      |  |  |                                                     |  |